# Phrynopus iatamasi
Phrynopus iatamasi és una espècie de granota que viu a Bolívia.